# Galicische Gaita

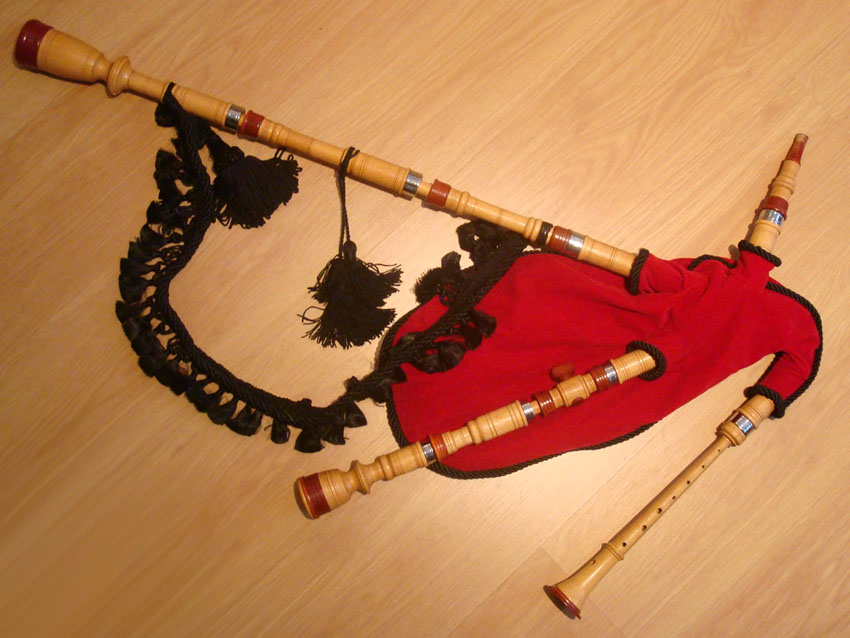
Galicische Gaita aus Buchsbaum mit ronco und ronqueta

Die Galicische Gaita, spanisch Gaita gallega,  kurz Gaita, von arabisch al-ghaita; ist eine Sackpfeife aus Galicien in Nordspanien.

## Namen
Gaita bezeichnet eine Reihe von Sackpfeifen und Doppelrohrblattinstrumenten ohne Luftsack im arabischen Nordafrika und in Südeuropa, zum Beispiel die bulgarische Sackpfeife Kaba Gajda und die Oboen Ghaita im Maghreb sowie Algaita im Niger. Im Maghreb werden die Namen Ghaita und Zamr synonym verwendet und bezeichnen nicht nur die dortigen, sondern die im gesamten nordafrikanisch-orientalischen Raum weit verbreiteten, vom arabischen Konsonantenstamm z-m-r abgeleiteten Doppelrohrblattinstrumente wie Mizmar oder Zummara.

## Bauform

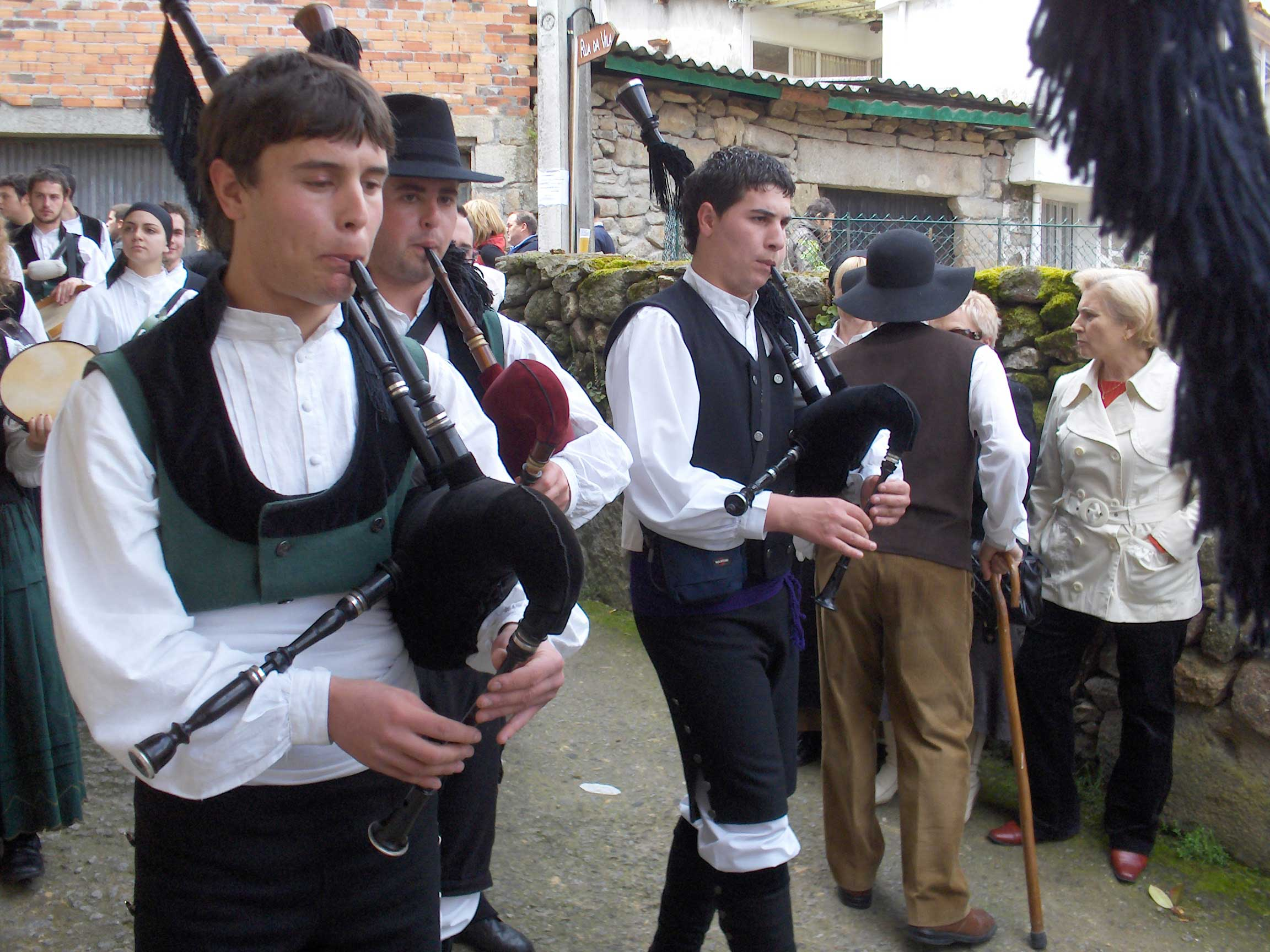
Gaita-Spieler beim jährlichen Kulturfest Romería Etnográfica Raigame in der galicischen Stadt Celanova, 2008

Der Sack besteht traditionell aus einem Ziegen- oder Schaffell (fol), heute oft auch aus Textilmembran, und ist mit Tuch überzogen oder hat farbige Besätze. Das Anblasrohr (soprete) hat innenliegend ein Ventil (zapon), dazu gibt es ein bis drei Stimmer (Bordunpfeifen) und eine Melodiepfeife (punteiro). Alle Pfeifen sind an dem Sack durch bocales (buxas, buxainas) befestigt.
Der größte der Stimmer (ronco, roncón) befindet sich direkt neben dem Anblasrohr. Er setzt sich aus den drei Teilen primo, segundo und tercio copa zusammen, die ganze Formation nennt sich á varado ronco. Der ronco ist zwei Oktaven tiefer als der Grundton der Spielpfeife. Am ronco hängt eine mehrfarbige Fransenschnur (borla oder farrapo), mittig ist eine Quaste, die perilla, vorhanden.
Sofern der zweite, höhere Stimmer vorhanden ist, nennt man ihn ronqueta. Er steht eine Oktave unter dem Grundton der Spielpfeife.
Selten findet man einen dritten Stimmer im Oktav- oder Quintabstand, den ronquillo.
Alle Stimmer verlaufen zylindrisch und sind mit Einfachrohrblättern versehen (pallons), die Spielpfeife hingegen hat eine konische Bohrung und ein Doppelrohrblatt (palleta).
Es gibt unterschiedliche Formen der Gaita:
- Gaita grileira, gallego, Sackpfeife in D mit Stimmer.
- Gaita redonda, gallego, Sackpfeife in C.
- Gaita tumbal, Gaita roncadora, gallego, Sackpfeife in B, mit 2 Stimmern.
- Gaita zamorana, span. Sackpfeife mit zwei Stimmern.